# Leichtathletik-Europameisterschaften 1994/10.000 m der Männer

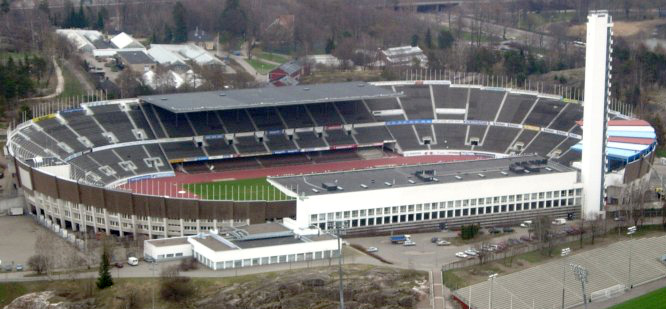
Das Olympiastadion von Helsinki im Jahr 2005

Der 10.000-Meter-Lauf der Männer bei den Leichtathletik-Europameisterschaften 1994 wurde am 7. August 1994 im Olympiastadion der finnischen Hauptstadt Helsinki ausgetragen.
Europameister wurde der Spanier Abel Antón, der sieben Tage darauf auch Bronze über 5000 Meter gewann. Der Belgier Vincent Rousseau errang die Silbermedaille. Auf den dritten Platz kam der Deutsche Stéphane Franke.

## Bestehende Rekorde
| Weltrekord           | 26:52,23 min | William Sigei   | Oslo, Norwegen            | 22. Juli 1994   |
| Europarekord         | 27:13,81 min | Fernando Mamede | Stockholm, Schweden       | 2. Juni 1984    |
| Meisterschaftsrekord | 27:30,99 min | Martti Vainio   | EM Prag, Tschechoslowakei | 29. August 1978 |

Der seit 1978 bestehende EM-Rekord wurde auch bei diesen Europameisterschaften nicht erreicht. Mit seiner Siegerzeit von 28:06,03 min blieb der spanische Europameister Abel Antón 35,04 s über dem Rekord. Zum Europarekord fehlten ihm 52,22 s, zum Weltrekord 1:13,80 min.

## Durchführung
Wie auf der längsten Bahndistanz üblich gab es keine Vorrunde, alle 24 Teilnehmer starteten in einem gemeinsamen Finale.

## Legende
| DNF | Wettkampf nicht beendet (did not finish) |

## Resultat

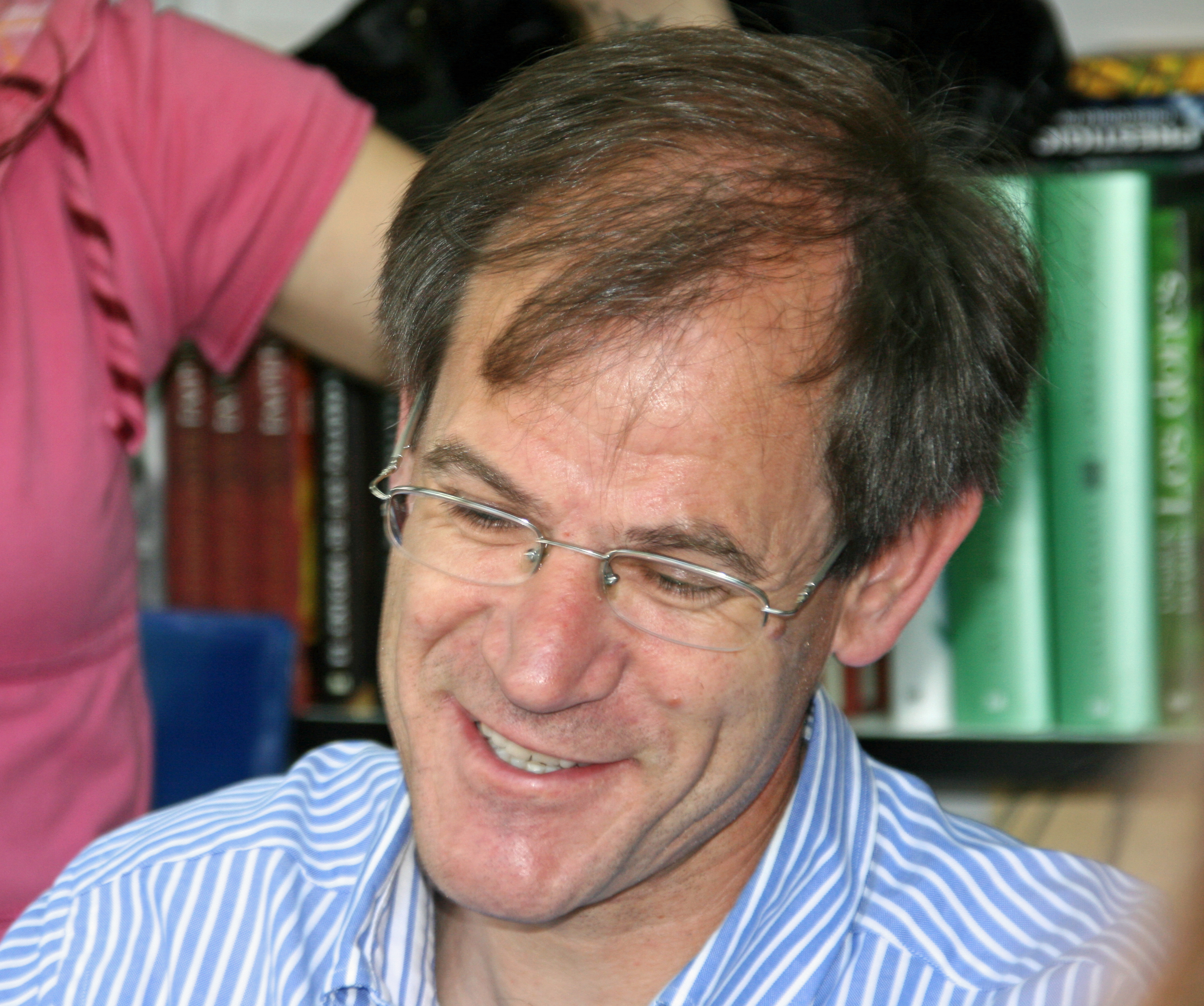
Europameister Abel Antón errang eine Woche später Bronze über 5000 Meter – später wechselte er zum Marathonlauf und wurde zweimal Weltmeister (1997/1999)

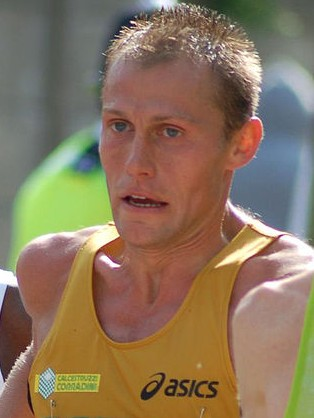
Stefano Baldini belegte Rang zwanzig – später war er ein sehr erfolgreicher Marathonläufer

7. August 1994
| Platz | Name               | Nation         | Zeit (min) |
| ----- | ------------------ | -------------- | ---------- |
| 1     | Abel Antón         | Spanien        | 28:06,03   |
| 2     | Vincent Rousseau   | Belgien        | 28:06,63   |
| 3     | Stéphane Franke    | Deutschland    | 28:07,95   |
| 4     | Róbert Štefko      | Slowakei       | 28:08,02   |
| 5     | Paulo Guerra       | Portugal       | 28:10,18   |
| 6     | Joao Junqueira     | Portugal       | 28:10,55   |
| 7     | Jan Pesava         | Tschechien     | 28:10,72   |
| 8     | Carlos de la Torre | Spanien        | 28:10,77   |
| 9     | Mohamed Ezzher     | Frankreich     | 28:12,54   |
| 10    | Stephan Freigang   | Deutschland    | 28:15,98   |
| 11    | Vincenzo Modica    | Italien        | 28:17,24   |
| 12    | Zoltán Káldy       | Ungarn         | 28:22,00   |
| 13    | António Martins    | Frankreich     | 28:23,87   |
| 14    | Hristo Stefanov    | Bulgarien      | 28:24,47   |
| 15    | Gary Staines       | Großbritannien | 28:25,60   |
| 16    | Antonio Serrano    | Spanien        | 28:31,75   |
| 17    | Domingos Castro    | Portugal       | 28:33,89   |
| 18    | Cormac Finnerty    | Irland         | 28:34,63   |
| 19    | Risto Ulmala       | Finnland       | 28:39,26   |
| 20    | Stefano Baldini    | Italien        | 28:41,82   |
| 21    | Noel Berkeley      | Irland         | 28:47,62   |
| 22    | Justin Hobbs       | Großbritannien | 29:28,08   |
| 23    | Slawomir Kapinski  | Polen          | 29:59,93   |
| DNF   | Francesco Panetta  | Italien        |            |

## Videolink
- European Athletics Championships 10,000m - Helsinki 1971, youtube.com (englisch), abgerufen am 31. Dezember 2022